# 2 Kaukaski Korpus Armijny
2 Kaukaski Korpus Armijny (ros. 2-й Кавказский армейский корпус) – jeden ze związków operacyjno-taktycznych  Imperium Rosyjskiego w czasie I wojny światowej. Istniał w latach 1879–1918. Sformowany w 1878. Od listopada 1899 pod nazwą Kaukaski Korpus Armijny. Wchodził w skład Kaukaskiego Okręgu Wojskowego. Rozformowany na początku 1918. 

## Struktura organizacyjna
Organizacja w 1914
- dowództwo i sztab – Tblisi
- Kaukaska Dywizja Grenadierów
- 51 Dywizja Piechoty
- 2 Kaukaska Brygada Piechoty
- Kaukaska Dywizja Kawalerii
- 2 Kaukaska Dywizja Kozaków
- 2 Kaukaski  dywizjon  moździerzy
- 2 Kaukaski batalion saperów
- Kaukaski batalion obozowy

## Podporządkowanie
- 10 Armii (2.08 - 22.10.1914)
- 1 Armii (15.11.1914 - 4.05.1915)
- 9 Armii (4.05 - 24.07.1915)
- 13 Armii (od 24.07.1915)
- 10 Armii (19.08.1915 - grudzień 1917)

## Dowódcy Korpusu
- gen. piechoty G. J. Berchman (styczeń - grudzień 1914)
- gen. artylerii Samed Bek Miehmiendarow (grudzień 1914 - kwiecień 1917)
- gen. lejtnant G. I. Czogłokow (od kwietnia 1917)